# 颞上沟
颞上沟（英文：Superior temporal sulcus）是大脑颞叶的一条脑沟，分隔了颞上回和颞中回。颞上沟与人脑的社交能力紧密相关（心智理论），包括理解他人的语言、动作和表情等。

## 结构
颞上沟在外侧沟之下，分隔了颞上回和颞中回。颞上沟在左右大脑半球呈现不对称分布，左侧大脑半球的颞上沟较长，而右侧大脑半球的颞上沟较深。

## 功能

### 语言处理
当听到人的声音时，颞上沟区域变得活跃。许多研究显示颞上沟与处理语句、词组、音位等紧密相关。此外，在进行手语交流时，位于额叶的布若卡氏区会被激活，但布若卡氏区会接收来自颞上沟的信号。

### 社交能力
颞上沟与人的社交能力有关，可分辨人声和环境声音、有条理的故事和杂乱的语言、生物体运动（包括脸部表情）、他人注意力和情感等。

## 临床
颞上沟的异常与自闭症和失认症有关。